# Svatý Jiří
Svatý Jiří är en ort i Tjeckien.   Den ligger i regionen Pardubice, i den östra delen av landet, 130 km öster om huvudstaden Prag. Svatý Jiří ligger 402 meter över havet och antalet invånare är 300.
Terrängen runt Svatý Jiří är platt åt sydväst, men åt nordost är den kuperad. Runt Svatý Jiří är det ganska tätbefolkat, med 65 invånare per kvadratkilometer. Närmaste större samhälle är Česká Třebová, 14,5 km sydost om Svatý Jiří. I omgivningarna runt Svatý Jiří växer i huvudsak blandskog.